# Área de Conservação da Paisagem de Tilleoru
A Área de Conservação da Paisagem de Tilleoru é um parque natural localizado no condado de Põlva, na Estónia.
A área do parque natural é de 146 hectares.
A área protegida foi fundada em 1957 para proteger o Vale Tilleorg.